# Bahnhof Göschenen

Der Bahnhof Göschenen ist der Bahnhof der Urner Gemeinde Göschenen und liegt an der Gotthardbahn. Bedient wird er von Zügen der SBB, der Schweizerischen Südostbahn und der MGB.

## Geschichte

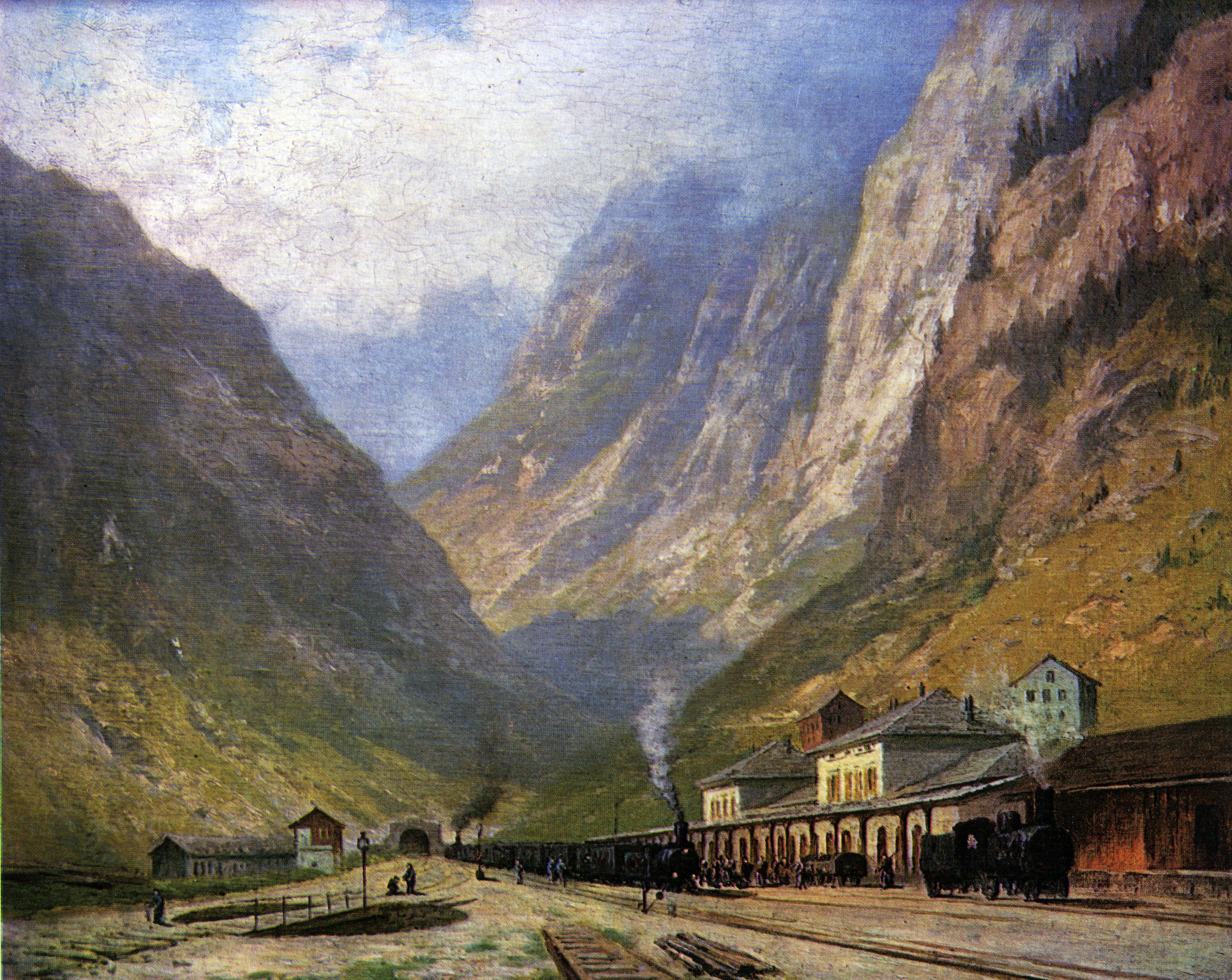
Bahnhof Göschenen um 1900

Eisenbahnbrücke über die Göschenerreuss, etwa 1889

Der Bahnhof wurde 1882 im Zuge der Eröffnung des Gotthardtunnels unmittelbar nördlich seines Nordportals erbaut. Er entwickelte sich zu einem Verkehrsknotenpunkt, als 1917 die Schöllenenbahn eine Verbindung nach Andermatt herstellte. Nun bestand ein Anschluss dieses Wintersportortes an den internationalen Bahnverkehr mittels Umstieg in Göschenen, was zur Folge hatte, dass zeitweise internationale Schnellzüge einen Halt einlegten.
Mit der Eröffnung des Gotthard-Strassentunnels 1982 wurde der Autoverlad obsolet, die Anlagen jedoch noch vier Jahrzehnte vorhanden. Beim Bau der Verladeanlage für die Baustelle der 2. Gotthard-Strassenröhre wurden die Gleisanlagen des Autoverlades umgebaut.
Durch die Eröffnung des Gotthard-Basistunnels sank die Bedeutung des Bahnhofs abermals, ab Dezember 2016 hielten nur noch Regioexpress-Züge zwischen Erstfeld und Bellinzona, Lugano oder Milano Centrale. Im Dezember 2020 wurden die Interregio-Züge wieder über Erstfeld hinaus bis Locarno verlängert und neu von der Südostbahn geführt. Somit bestehen wieder stündliche Direktverbindungen nach Basel oder Zürich sowie ins Tessin.

## Anlage

### SBB-Bahnhof
Die Anlage umfasst auf der SBB-Seite drei Personengeleise (ein Seiten- und ein Mittelbahnsteig mit den Nummerierungen 1 (Seitenbahnsteig), 2 und 3). Die RegioExpress-Züge halten seit der Eröffnung des Gotthard-Basistunnels in beiden Richtungen am Seitenbahnsteig (Gleis 1). Die Mittelbahnsteige werden nur noch für Durchfahrten und Halte der InterRegio-Züge am Wochenende benutzt. Zudem existieren mehrere Gütergeleise, die früher teilweise der Autoverladung durch den Gotthardtunnel, die 1981 durch den Gotthard-Strassentunnel ersetzt wurde, dienten. Die Verladerampe und die Zufahrtsstrecke, welche eine eigene Einfahrt in den Tunnel besitzt, sind noch intakt.
Das ehemalige Buffet ist durch einen Take-Away-Kiosk ersetzt worden.

### MGB-Bahnhof
Der Bahnhof der Matterhorn-Gotthard-Bahn umfasst ebenfalls drei Gleise, mit Nummern 11, 12 und 13. Das Gleis 13 führt ins Depot und bildet mit dem spärlich benutzten Gleis 12 einen Mittelbahnsteig, der nur durch Gleiskreuzungen erreicht werden kann. Der Grossteil des Verkehrs wird auf Gleis 11, das sich an der Rückseite des SBB-Empfangsgebäudes befindet und somit einen niveaufreien Übergang zum Gleis 1 bietet, sowie auf Gleis 13 abgewickelt.

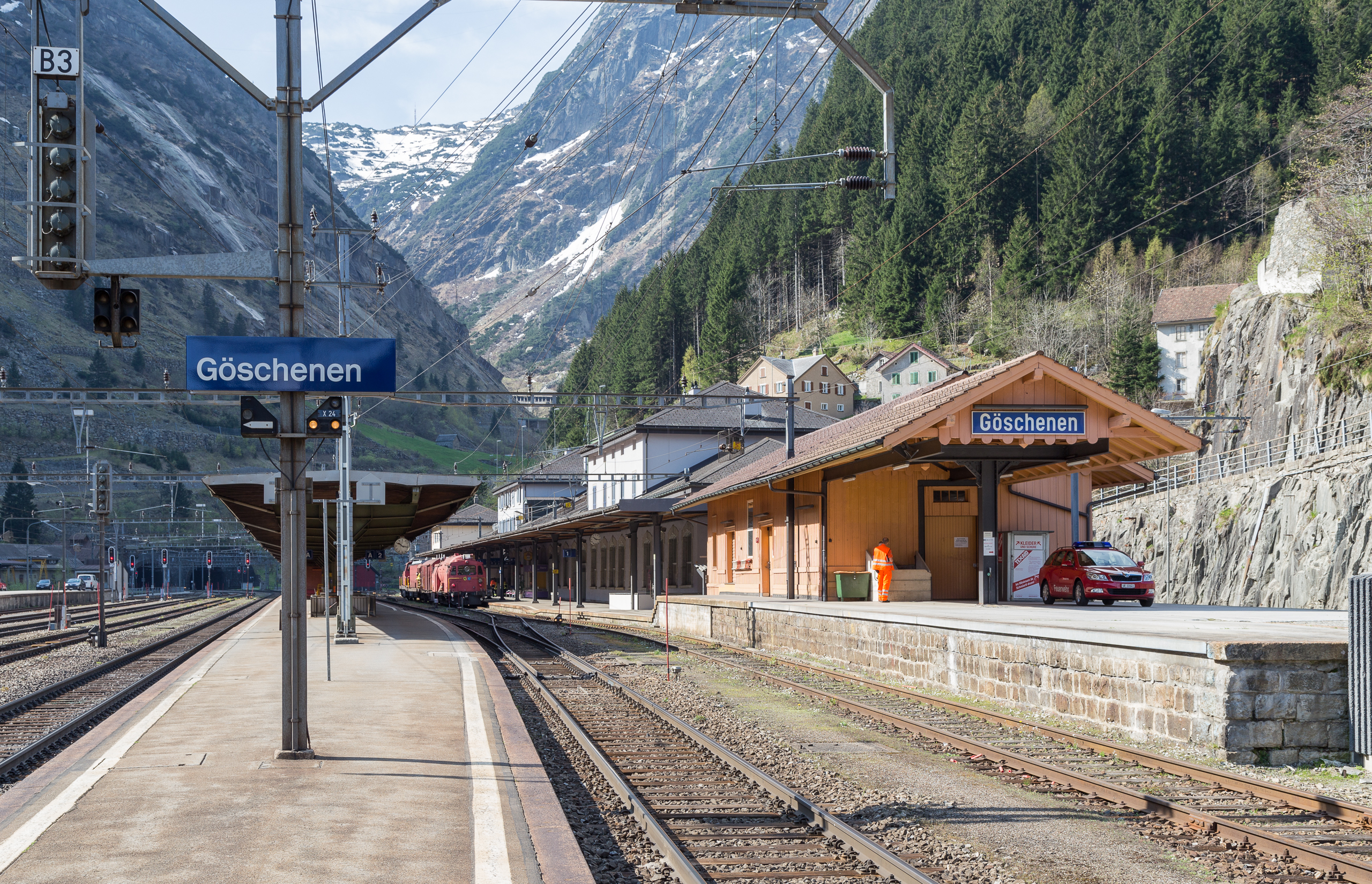
Bahnhof Göschenen, Gleisseite der SBB
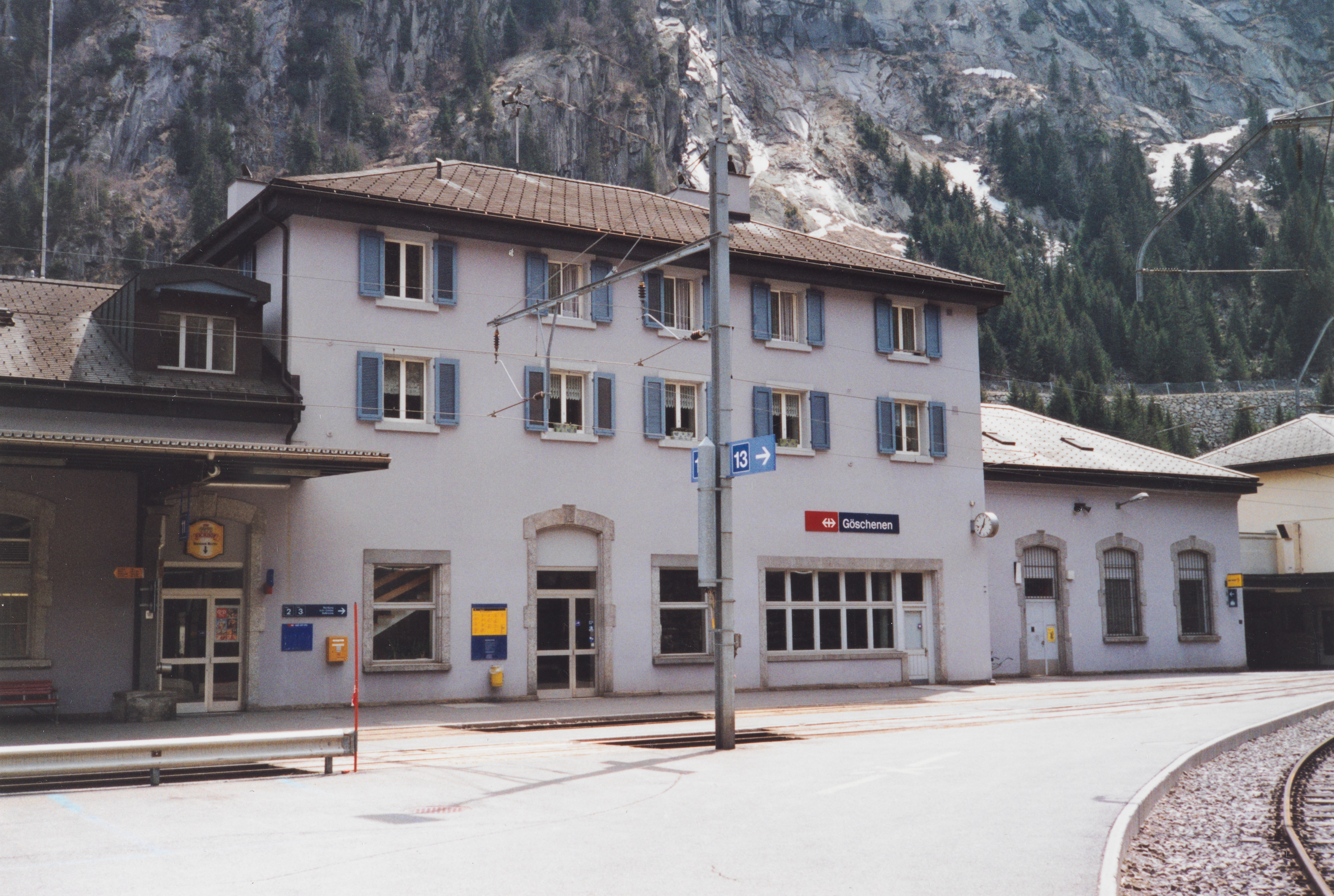
Bahnhofplatz und Bahnhofgebäude (2004)
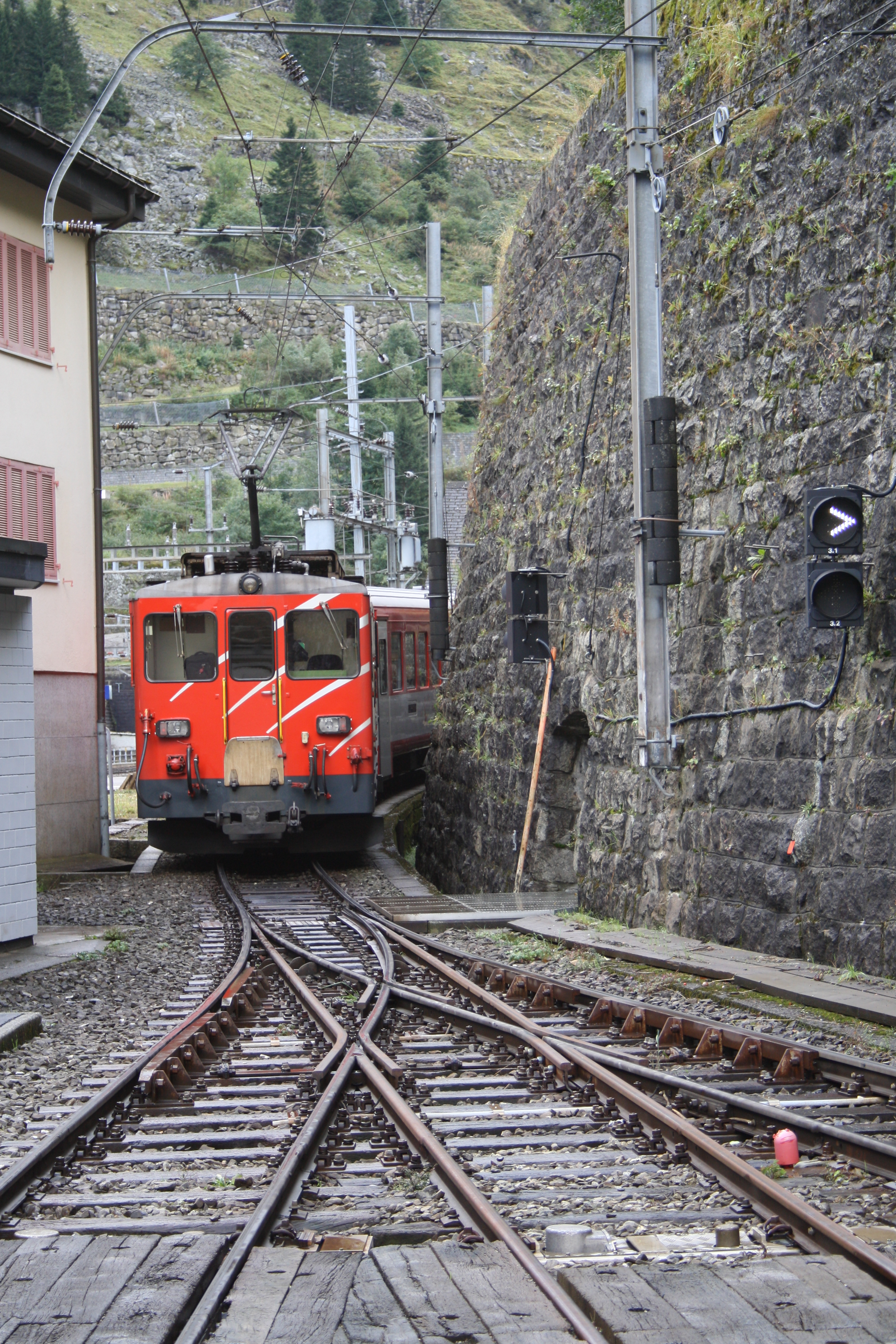
Schmalspurzug bei der Ausfahrt aus dem Bahnhof Göschenen, geschoben vom Gepäcktriebwagen Deh 4/4 95, im Vordergrund die einzige symmetrische Doppelweiche der Schweiz

## Betrieb

### SBB
Mit Eröffnung des Gotthard-Basistunnels wurden die durchgehenden Interregio Basel SBB/Zürich HB–Locarno eingestellt und durch stündliche Regioexpress-Verbindungen Erstfeld–Bellinzona ersetzt. Seit Dezember 2020 verkehren wieder durchgehende Interregio-Züge Basel SBB/Zürich HB–Locarno der Südostbahn (SOB), die als Treno Gottardo bezeichnet werden.
Durch Einstellung des SBB-Regionalverkehrs auf der Gotthardbahn ist dieser zwischen Flüelen und Airolo auf die Strasse verlagert worden. Seit 1998 verkehren die Regionalzüge (heute S2 der Stadtbahn Zug) wieder bis Erstfeld.
- 26 Basel SBB – Luzern –  Göschenen – Locarno  FS  (Treno Gottardo)
- 46 Zürich HB – Göschenen – Locarno  FS  (Treno Gottardo)
- Arth-Goldau – Göschenen – Lugano    (Gotthard-Panorama-Express, nur im Sommer)

### MGB
- 44 Göschenen – Andermatt (– Realp)

Die Matterhorn-Gotthard-Bahn bietet zwei Züge pro Stunde nach Andermatt (und teils weiter bis Realp) an, welche jeweils im Stundentakt verkehren – zueinander jedoch im unregelmässigen 18/42-Takt und Anschluss an die Interregio-Züge sowie den Bus nach Flüelen.